# BusKill
BusKill è un progetto hardware e software open source che implementa un "kill cord" per laptop, ovvero un cavo USB che funge da "interruttore della morte". Quando il cavo viene scollegato, il dispositivo esegue un'azione preconfigurata dall'utente, come il blocco dello schermo, lo spegnimento completo o altra azione impostata.
L'idea alla base è quella di proteggere i dati sensibili presenti sul computer da accessi non autorizzati, specialmente in caso di furto.
Il nome BusKill deriva dalla fusione tra "Bus" in riferimento all'USB (Universal Serial Bus) e "Kill" da "kill cord".
I progetti hardware sono rilasciati sotto licenza CC BY-SA mentre il software è distribuito sotto licenza GPLv3.
I cavi BusKill sono acquistabili dal sito ufficiale o tramite distributori autorizzati.

## Storia

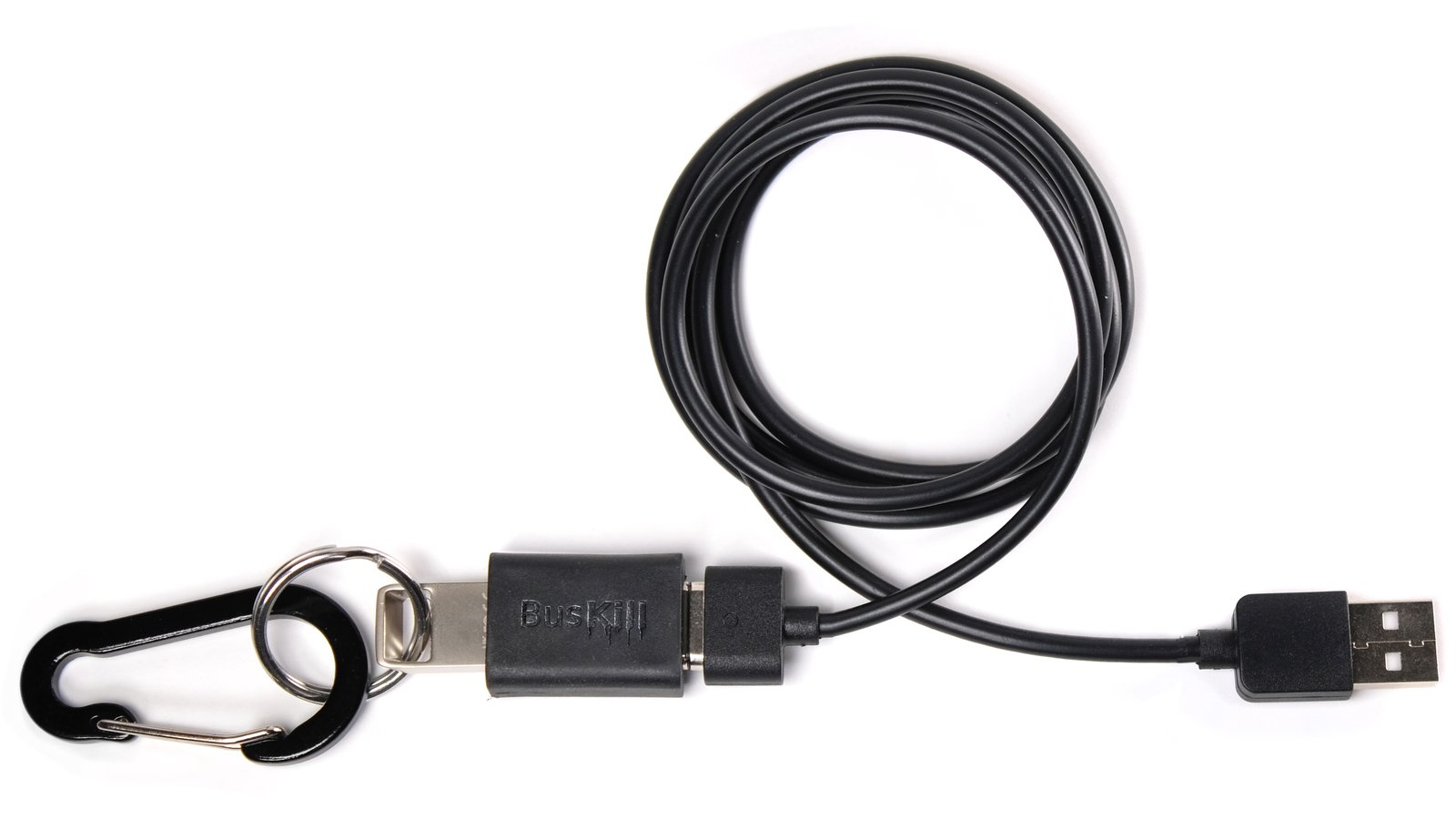
Il kit ufficiale di BusKill del 2022

BusKill nasce nel 2017 dall'idea di Michael Altfield, che sviluppa il primo prototipo di 'kill cord' per computer. Il nome BusKill però viene adottato solo nel gennaio 2020, quando il progetto prende forma e viene reso pubblico con le prime istruzioni per la sua compilazione e utilizzo (all'epoca solo per Linux).
Dopo un paio di settimane dal suo rilascio pubblico, l'ethical hacker Cyberkryption, noto per il suo lavoro nel campo della sicurezza informatica, ne crea il porting per Windows.
Il mese successivo viene lanciato il sito web ufficiale del progetto.
A maggio 2020 viene rilasciata la prima versione di BusKill per OS X da Steven Johnson.
Successivamente, l'applicazione, viene riscritta completamente come soluzione multipiattaforma basata sul framework Kivy e rilasciata nell'agosto 2020 con supporto per Linux, OS X e Windows.
Nel dicembre 2021, Alt Shift International OÜ (fondata nel 2021 dallo stesso Michael Altfield), lancia una campagna di crowdfunding su Crowd Supply per avviare la produzione e commercializzazione dei cavi BusKill.  A gennaio 2022 la campagna raccoglie $18,507.

## Hardware
Il cavo BusKill è un "kill cord" ("cordone di sicurezza") che collega fisicamente l'utente al suo computer tramite un cavo USB.
Un'estremità del cavo si collega al computer tramite porta USB mentre l'altra estremità del cavo è agganciata all'utente tramite un moschettone.
Queste due estremità sono collegate tramite un connettore magnetico posto nella parte centrale del cavo stesso. Questo connettore è studiato per consentire di separare le due parti in modo sicuro da qualsiasi angolazione e senza danneggiare né il computer né l'utente.
Attualmente, è in fase di sviluppo anche una versione del cavo BusKill stampabile in 3D.

## Software
La parte software di BusKill è un'applicazione con interfaccia grafica (GUI) progettata per monitorare la connessione del cavo BusKill al computer. Quando l'applicazione è attiva ("armata") e rileva che il cavo è stato scollegato, può eseguire diverse azioni di sicurezza come ad esempio bloccare lo schermo del computer o spegnerlo.

## Funzionamento
Quando il computer viene separato dall'utente, lo sgancio del connettore magnetico, genera un evento di "interruzione dell'hotplug USB" (USB hotplug removal) che lancia un trigger nell'applicazione.
Il trigger, innescato dalla rimozione del cavo BusKill, può eseguire azioni specifiche come bloccare lo schermo, spegnere il computer o cancellare in modo sicuro l'intestazione LUKS e le chiavi di crittografia principali entro pochi secondi dalla separazione del cavo.
Se utilizzato in combinazione con la crittografia completa del disco (full disk encryption), le azioni attivate dalla rimozione del cavo BusKill possono garantire la completa riservatezza dei dati o essere utilizzato come contromisura per indagini forensi.